# Mesomelaena graciliceps
Mesomelaena graciliceps är en halvgräsart som först beskrevs av Charles Baron Clarke, och fick sitt nu gällande namn av Karen Louise Wilson. Mesomelaena graciliceps ingår i släktet Mesomelaena och familjen halvgräs. Inga underarter finns listade i Catalogue of Life.